# Оксалат серебра
Оксалат серебра — неорганическое соединение, соль металла серебра и щавелевой кислоты с формулой Ag2C2O4.

## Получение
- Обменная реакция оксалатов щелочных металлов с нитратом серебра(I):

{\displaystyle {\mathsf {2AgNO_{3}+Na_{2}C_{2}O_{4}\ {\xrightarrow {}}\ Ag_{2}C_{2}O_{4}\downarrow +2NaNO_{3}}}}

## Физические свойства
Оксалат серебра образует бесцветные кристаллы моноклинной сингонии, пространственная группа P 21/c, параметры ячейки a = 0,3460 нм, b = 0,6197 нм, c = 0,9548 нм, β = 103,47°, Z = 2.
Не растворяется в воде. Чувствителен к свету. При нагревании до 140°С разлагается со взрывом.

## Химические свойства
- Разлагается при нагревании:

{\displaystyle {\mathsf {Ag_{2}C_{2}O_{4}\ {\xrightarrow {100^{o}C}}\ 2Ag+2CO_{2}\uparrow }}}